# Amorphostigma
Amorphostigma is een geslacht van libellen (Odonata) uit de familie van de waterjuffers (Coenagrionidae).

## Soorten
Amorphostigma omvat 2 soorten:
- Amorphostigma armstrongi Fraser, 1925
- Amorphostigma auricolor Fraser, 1927